# Sárkány Gyula
Illenczfalvi Sárkány Gyula (Csetnek, 1887. február 22. – Budapest, 1962. március 4.) festőművész.

## Pályafutása
Sárkány Károly és Petrovics Ilona fia. Münchenben, Budapesten, Párizsban, Rómában és Firenzében végezte tanulmányait. Mesterei voltak: a Képzőművészeti Főiskolán Balló Ede, Münchenben Ludwig von Löfftz, Párizsban pedig Lucien Simon. 1913-tól már csoportos tárlatokon állította ki képeit. 1920-től Budapesten élt és alkotott. 1922-ben Velencei szenátor c. arcképtanulmányával a Fészek Klub díját nyerte. A mizantróp c. festményét 1927-ben szerezte meg a Szépművészeti Múzeum. A Fészek Klubban 1935-ben egyéni kiállítása volt. Naturalista stílusú képeket festett. Csetneken házasodott 1911-ben, neje Gibon Hilda.